# Smokey Hogg
Smokey Hogg (1914-1960), de son vrai nom Andrew Hogg, est un guitariste et chanteur de blues américain, né près de Westconnie et décédé à McKinney au Texas.

## Carrière
Smokey Hogg enregistre quelques faces pour Decca Records en 1937, mais sa carrière ne débute réellement qu’en 1947. Il enregistre pour Modern ainsi que pour de nombreux autres labels, tels qu’Imperial, Macy's Recordings, Recorded in Hollywood Records, Fidelity Records.
Bien qu’issu d’un milieu rural, sa musique représente une évolution du blues texan classique par l’utilisation de la guitare électrique.

## Discographie
- Penitentiary Blues (Recorded in Hollywood Records)